# Marqués de Vadillo (métro de Madrid)
Marqués de Vadillo est une station de la ligne 5 du métro de Madrid, en Espagne.

## Situation
La station est située entre Pirámides au nord-est, en direction de Alameda de Osuna et Urgel au sud-ouest, en direction de Casa de Campo.
Elle est établie sous la place du même nom, dans l'arrondissement de Carabanchel. Elle comprend deux voies et deux quais latéraux.

## Historique
La station est ouverte le 5 juin 1968, lors de la mise en service de la ligne 5 entre Callao et Carabanchel.

## Service des voyageurs

### Accueil
La station possède deux accès équipés d'escaliers mais sans escalier mécanique ni ascenseur.

### Intermodalité
La station est en correspondance avec les lignes d'autobus no 23, 34, 35, 116, 118, 119, N15 et N26 du réseau EMT.